# Deirdre Lovejoy
Deirdre Lovejoy (* 30. Juni 1962 in Abilene, Texas) ist eine US-amerikanische Schauspielerin. Bekannt wurde sie in der Rolle der Staatsanwältin Rhonda Pearlman in der HBO-Serie The Wire.

## Leben
Lovejoys Vater arbeitete für die United States Air Force in Texas, wo Lovejoy geboren wurde. Ihre frühe Kindheit verbrachte sie zuerst in Texas, dann in Connecticut und in Pittsburgh, Pennsylvania. Nach der Scheidung ihrer Eltern heiratete ihre Mutter erneut und zog nach Elkhart, Indiana. Dort verbrachte Lovejoy ihre Schulzeit und interessierte sich schon für das Theater. Bereits als Fünftklässlerin stand sie selbst auf der Bühne und wirkte bis zu ihrem Highschool-Abschluss bei verschiedenen lokalen Bühnenproduktionen mit.
Nach der Schule erwarb sie an der University of Evansville einen Bachelor of Fine Arts und danach 1987 einen Master in Theaterwissenschaften 1987 an der Tisch School of the Arts der New York University.

## Filmografie (Auswahl)
- 1999: Der talentierte Mr. Ripley (The Talented Mr. Ripley)
- 2001: Thirteen Conversations About One Thing
- 2000–2001, 2008, 2021: Law & Order: Special Victims Unit (Fernsehserie, 4 Episoden)
- 2002–2008: The Wire (Fernsehserie, 44 Episoden)
- 2006: Step Up
- 2009: Stepfather
- 2009: Lie to Me (Fernsehserie, Episode 1x05)
- 2009–2011: Bones – Die Knochenjägerin (Bones, Fernsehserie, 3 Episoden)
- 2011: Criminal Minds (Fernsehserie, Episode 6x13)
- 2011: Bad Teacher
- 2013: American Horror Story (Fernsehserie, Episode 2x12)
- 2014: Orange Is the New Black (Fernsehserie, 2 Episoden)
- 2016: American Gothic (Fernsehserie, 7 Episoden)
- 2016: Die irre Heldentour des Billy Lynn (Billy Lynn’s Long Halftime Walk)
- 2016: Shameless (Fernsehserie, 3 Episoden)
- 2016–2023: The Blacklist (Fernsehserie, 28 Episoden)
- 2017: Beauty Mark
- 2017: Die Verlegerin (The Post)
- 2018: Trollville (Fernsehserie, 5 Episoden)
- 2019: Raising Dion (Fernsehserie, 8 Episoden)
- 2020: Run (Fernsehserie, Episode 1x03)
- 2020: Big Dogs (Fernsehserie, 3 Episoden)
- 2021: Spiked
- 2021: I See You and You See Me
- 2024: Lilly
- 2024: Seattle Firefighters – Die jungen Helden (Station 19, Fernsehserie, Episode 7x02)
- 2025: Chicago Med (Fernsehserie, Episode 10x16)

## Theater/Musical
Deirdre Lovejoy war in mehreren Broadway-Stücken zu sehen und spielte Rollen an Theatern in verschiedenen Orten der USA, unter anderem 2005 am Old Globe Theatre in San Diego.